# Francesco Conti
Francesco Conti (Florence, 14 mars 1682 – Florence, 8 décembre 1760)  est un peintre italien du XVIIIe siècle de l'école florentine.

## Biographie
Formé à Florence dans la cercle de Simone Pignoni, Francesco Conti part ensuite à Rome, comme élève, jusqu'en 1700, de Giovanni Maria Morandi et de Carlo Maratta.
Il est soutenu, pendant toute sa vie artistique, par le  marquis Riccardi, qui lui commanda de nombreuses œuvres.
Parmi ses premières toiles figure les trois vertus de la Renommée, la Foi et la Paix, réalisées autour de 1709 pour le casino des Riccardi à Gualfonda. Après cette toile il n'exécutera plus que des sujets sacrés, à part certains portraits.
Influencé par Sebastiano Ricci, il abandonne le classicisme romain pour augmenter sa gamme chromatique et développer  des clairs-obscurs, un style qui caractérise le reste de  sa production. Appartiennent à cette période les toiles de la Madonna in gloria con Sant'Alessandro papa e San Giovanni Battista (1715) pour l'église de Sant'Alessandro à Giogoli, Santa Caterina che si abbevera al costato del Signore à S. Abondio de Sienne et  la Lavanda dei piedi de la villa La Quiete  à Florence (1729).
Ses toiles sont souvent des retables pour des églises citadines et des paroissiales de la campagne, et dans toute sa production on note le  Transito di San Giuseppe de San Martino à Gangalandi (1733-1734), le San Rocco in gloria à Santa Maria alla Lastra, les Santi Pietro e Paolo di Santo Stefano à Cortine, où figure les armoiries des Riccardi (aujourd'hui exposé au Musée d'Art Sacré de Tavarnelle Val di Pesa.
Le plus grand chef-d'œuvre de sa maturité artistique est sa toile de la Madonna col Bambino e i Santi Silvestro papa, Paolo e Caterina d'Alessandria (1738 environ) une commission des Rucellai pour l'église de Sant'Andrea à Montecarlo di Lucca. Toujours de cette même période, la toile du Santa Caterina d'Alessandria in gloria  à la pinacothèque communale de Prato.

## Œuvres
- Fama, la Fede e la Pace, casino des Riccardi à Gualfonda
- Madonna in gloria con Sant'Alessandro papa e San Giovanni Battista  (1715) pour l'église de Sant'Alessandro à Giogoli,
- Santi Anna, Giuseppe e Gioacchino in Sant'Agostino   à Cortona (1745)
- Madonna in gloria con Sant'Alessandro papa e San Giovanni Battista  (1715) pour l'église de Sant'Alessandro à Giogoli,
- Santa Caterina che si abbevera al costato del Signore à S. Abondio de Sienne,
- Lavanda dei piedi de la villa La Quiete  à Florence (1729),
- San Domenico in prigione che conversa col vescovo di Jaén et  la Morte di San Giuseppe (inachevé en 1760, terminé après sa mort par Ignazio Hugford),

## Sources
- (it) Cet article est partiellement ou en totalité issu de l’article de Wikipédia en italien intitulé « Francesco Conti (pittore) » (voir la liste des auteurs).